# Campionato europeo individuale femminile di scacchi 2023
Il Campionato europeo individuale femminile di scacchi 2023 (nome ufficiale 23rd European Women Chess Championship) fu un torneo di scacchi organizzato dalla Federazione scacchistica del Montenegro con il patrocinio dell'ECU. Si disputò a Castellastua dal 18 al 29 marzo 2023.
Il torneo venne vinto dalla georgiana Meri Arabidze.
Il torneo dava diritto alla partecipazione al Coppa del Mondo 2023 almeno alle prime 9 classificate.

## Formula
L'iscrizione al campionato era aperta a tutte le giocatrici iscritte a una delle federazioni appartenenti alle zone che vanno dalla 1.1 alla 1.10 (Europa). La formula era quella del sistema svizzero con 11 turni. La cadenza di gioco era di 90 minuti per le prime 40 mosse, 30 minuti aggiuntivi da mossa 41 e 30 secondi di incremento per mossa, partendo da mossa 1.

### Montepremi
Il montepremi complessivo era di 60 000 euro, dei quali 10 000 andarono alla vincitrice del torneo, 8 000 alla seconda e 7 000 alla terza, fino ai 1 000 della 20ª classificata.

## Partecipanti
Di seguito le prime venti partecipanti per punteggio Elo.
| Pos. | Nome                    | Elo  |
| ---- | ----------------------- | ---- |
| 1    | Bela Khotenashvili      | 2491 |
| 2    | Valentina Gunina        | 2478 |
| 3    | Gunay Mammadzada        | 2472 |
| 4    | Marsel Efroimski        | 2451 |
| 5    | Julija Os'mak           | 2445 |
| 6    | Lela Javakhishvili      | 2443 |
| 7    | Irina Bulmaga           | 2438 |
| 8    | Antoaneta Stefanova     | 2433 |
| 9    | Meri Arabidze           | 2433 |
| 10   | Monika Soćko            | 2432 |
| 11   | Elina Danielyan         | 2431 |
| 12   | Ol'ga Badel'ko          | 2428 |
| 13   | Ulviyya Fataliyeva      | 2427 |
| 14   | Dinara Wagner           | 2411 |
| 15   | Oliwia Kiołbasa         | 2406 |
| 16   | Natalija Buksa          | 2405 |
| 17   | Sophie Milliet          | 2404 |
| 18   | Jolanta Zawadzka        | 2391 |
| 19   | Mai Narva               | 2389 |
| 20   | Aleksandra Mal'cevskaja | 2388 |

## Classifica
Classifica dopo 11 turni (prime venti posizioni):
| Pos. | Nome                      | Elo  | Punti |
| ---- | ------------------------- | ---- | ----- |
| 1    | Meri Arabidze             | 2433 | 8,5   |
| 2    | Oliwia Kiołbasa           | 2406 | 8,5   |
| 3    | Aleksandra Mal'cevskaja   | 2388 | 8     |
| 4    | Stavroula Tsolakidou      | 2358 | 8     |
| 5    | Salome Melia              | 2366 | 8     |
| 6    | Klaudia Kulon             | 2290 | 8     |
| 7    | Lela Javakhishvili        | 2443 | 7,5   |
| 8    | Leja Garifullina          | 2372 | 7,5   |
| 9    | Nadja Tončeva             | 2192 | 7,5   |
| 10   | Anna Sargsyan             | 2371 | 7,5   |
| 11   | Pauline Guichard          | 2379 | 7,5   |
| 12   | Deimantė Daulytė-Cornette | 2344 | 7,5   |
| 13   | Karina Cyfka              | 2350 | 7,5   |
| 14   | Elina Danielyan           | 2431 | 7     |
| 15   | Natalija Buksa            | 2405 | 7     |
| 16   | Monika Soćko              | 2432 | 7     |
| 17   | Alina Bivol               | 2365 | 7     |
| 18   | Valentina Gunina          | 2478 | 7     |
| 19   | Julija Os'mak             | 2445 | 7     |
| 20   | Dinara Wagner             | 2411 | 7     |